# Glienicke/Nordbahn
Glienicke/Nordbahn é um município da Alemanha, situado no distrito de Oberhavel, no estado de Brandemburgo. Tem 4,60 km² de área, e sua população em 2019 foi estimada em 12.358 habitantes.